# Pseudoparlatoria carolilehmanni
Pseudoparlatoria carolilehmanni är en insektsart som beskrevs av Alfred Serge Balachowsky 1959. Pseudoparlatoria carolilehmanni ingår i släktet Pseudoparlatoria och familjen pansarsköldlöss.
Artens utbredningsområde är Colombia. Inga underarter finns listade i Catalogue of Life.